# 情已逝
《情已逝》是一首由香港歌手張學友所演唱的歌曲，收錄於張學友在1985年推出的專輯《Smile》中，是張學友音樂事業中的第一首冠軍歌曲。

## 介紹
《情已逝》改編自日本歌手來生孝夫（時為寶麗金唱片公司日本分公司的旗下歌手）的《Goodbye Day》，粵語歌詞由香港填詞人潘源良填詞，並由盧東尼編曲，監製為歐丁玉，是張學友第一張粵語專輯《Smile》的第三主打。歌曲推出時，張學友仍非一個全職的歌手，然在香港樂壇的黃金年代卻異軍突起，使張學友與當時的眾位巨星一同勇奪當年的十大中文金曲以及十大勁歌金曲獎。《情已逝》在推出后即廣受歡迎，張學友用不同的風格令當時充滿生機的香港音樂市場錦上添花；并成為一首廣為人知的經典粵語流行音樂。
國語版的《情已逝》則由慎芝填詞，收錄在張學友於1985年發行的第一張國語專輯《情無四歸》。
2000年，張學友再次重新灌錄該首歌曲，由陳敬詩編曲，收錄在張學友當年推出的專輯《Jacky Cheung 15》中。

## 獲得獎項
- 1985年度十大勁歌金曲得獎名單
- 十大勁歌金曲——情已逝
- 勁歌第一季季選金曲──情已逝
- 第八屆十大中文金曲
- 十大中文金曲──情已逝